# Hochschule für Telekommunikation Leipzig

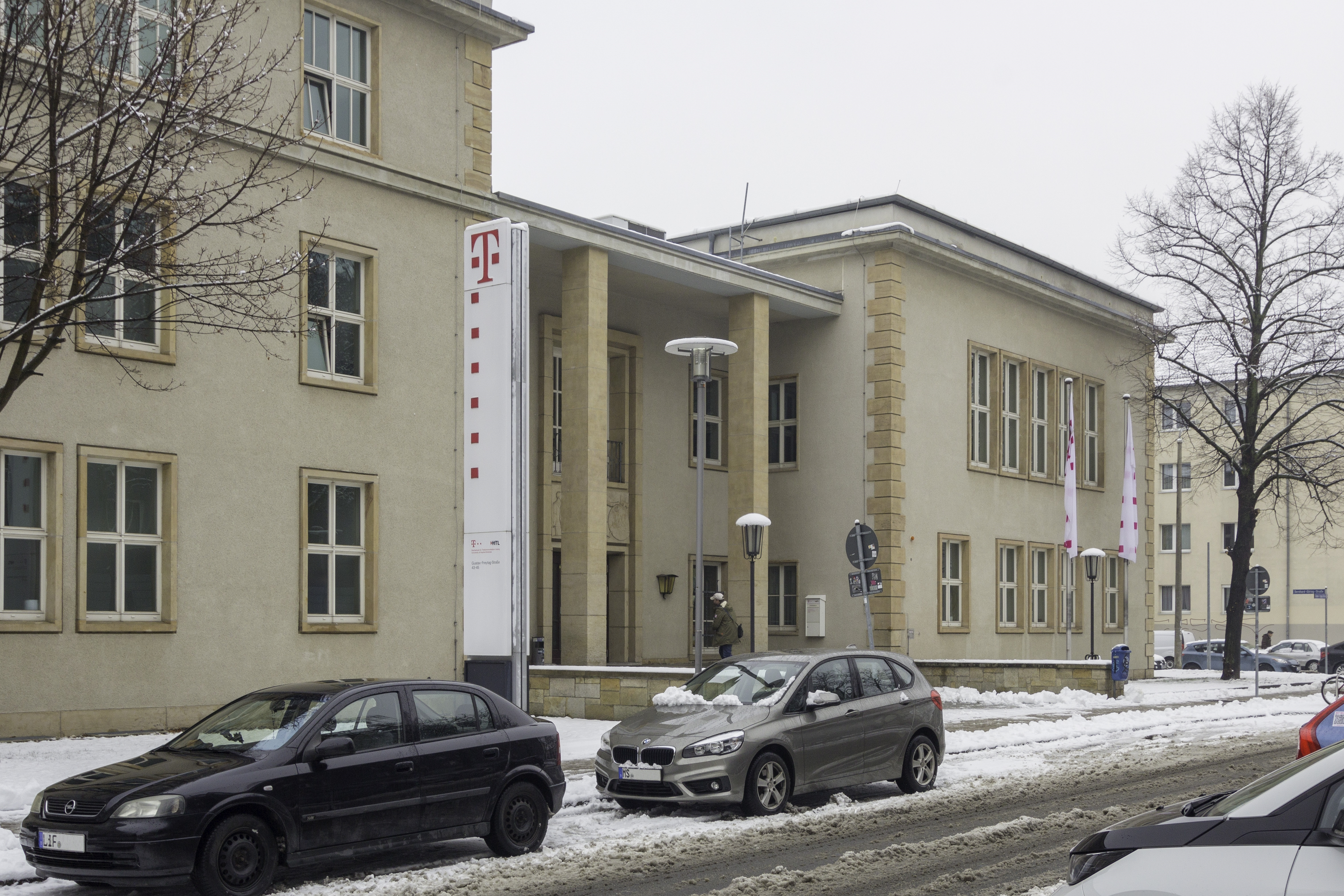
Hochschule für Telekommunikation Leipzig, Eingangsgebäude (März 2018)

Die Hochschule für Telekommunikation Leipzig (HfTL) war eine private, staatlich anerkannte Fachhochschule in Trägerschaft der Deutschen Telekom. Die Hochschule befand sich im Leipziger Stadtteil Connewitz. Es wurden sowohl Präsenzstudium als auch duale Studiengänge und berufsbegleitende Studiengänge angeboten.
Im Jahr 2018 sprach sich der Wissenschaftsrat gegen eine Reakkreditierung der Hochschule aus.
Aufgrund des Auslaufens der Akkreditierung wurden seit 2018 keine Erstsemester mehr immatrikuliert. Die bereits immatrikulierten Studenten konnten ihr Studium bis zum 31. Dezember 2022 beenden.

## Geschichte

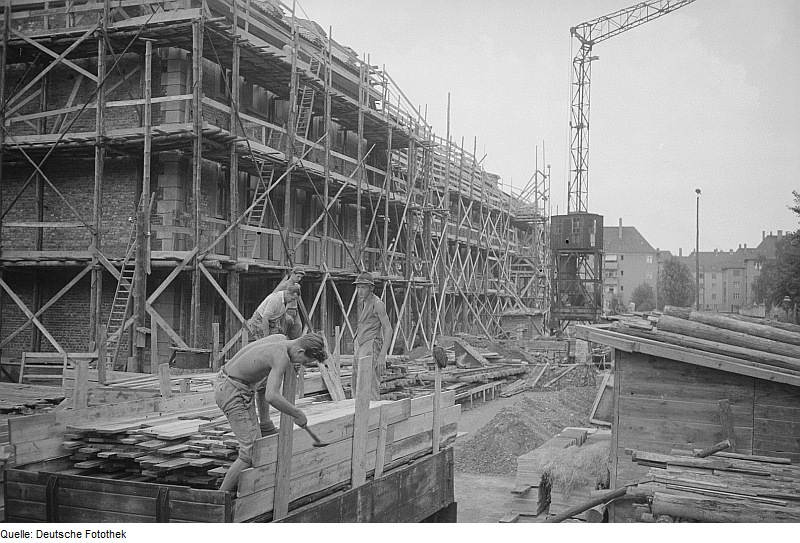
Baustelle der Fachschule für Post- und Fernmeldewesen (1953)

### Gründung & Betrieb bis 1990
Am 28. April 1952 begann die Deutsche Post in der Connewitzer Gustav-Freytag-Straße mit dem Neubau einer Schule für das Post- und Fernmeldewesen nach einem Entwurf von Kurt Nowotny. Die Schule wurde am 11. September 1953 eröffnet, und es nahmen 277 Schüler das dreijährige Direktstudium zum Postwirtschaftler auf. Am 1. Januar 1954 begann zusätzlich ein fünfjähriges Fachschulfernstudium für das Post- und Zeitungswesen.
Am 13. Oktober 1954 erhielt die Fachschule den Namen „Rosa Luxemburg“. Nach der Verlagerung der Ingenieurausbildung für Funk- und Fernmeldewesen von Berlin und Königs Wusterhausen nach Leipzig im Jahre 1958 erhielt die Schule den Status einer Ingenieurschule und wurde in Ingenieurschule für Post und Fernmeldewesen „Rosa Luxemburg“ umbenannt. Vor der Schule steht noch heute eine Büste Luxemburgs.

### Umbruch mit der Wiedervereinigung
Im Rahmen der Wiedervereinigung wurde die Ingenieurschule auf Anordnung des damaligen Bundesministers für Post und Telekommunikation in die Deutsche Bundespost Telekom überführt. Der ehemalige Rektor der Fachhochschule der Deutschen Bundespost Berlin (FH der DBP Berlin) Uwe Rabenhorst wurde am 15. November 1990 mit der Leitung der Ingenieurschule betraut. Er übernahm die Aufgaben eines Gründungsrektors beim Ausbau der Ingenieurschule Leipzig der Deutschen Bundespost Telekom zur Fachhochschule Leipzig der Deutschen Telekom.

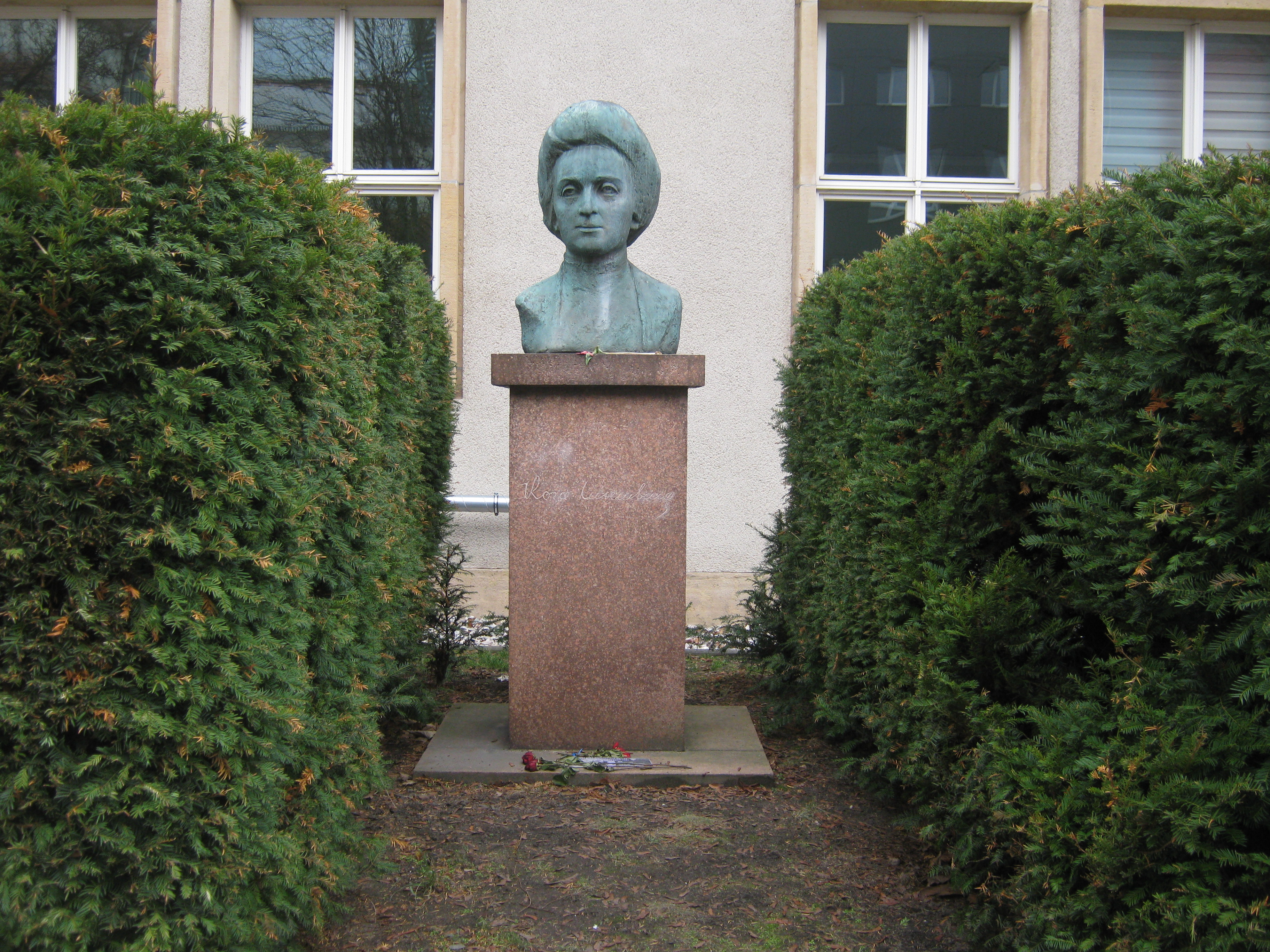
Luxemburg-Büste vor der Hochschule

Im Jahr 1992 erfolgte mit Wirkung vom 25. September 1991 die unbefristet gültige staatliche Anerkennung als Fachhochschule durch den Freistaat Sachsen. Von nun an wurden an der Fachhochschule Diplomingenieure (FH) ausgebildet. Mit der Privatisierung der Deutschen Bundespost ging die Fachhochschule 1995 auf die Deutsche Telekom über. Sie war seit 2000 die einzige unternehmenseigene Fachhochschule der Telekom. Im Zuge des Bologna-Prozesses erfolgte die Einführung neuer, gestaffelter Bachelor- und Masterstudiengänge und entsprechender Abschlüsse. Im Jahr 2007 erhielt die Fachhochschule den neuen Namen Hochschule für Telekommunikation Leipzig (HfTL), der die Kernkompetenz in der Telekommunikation herausstellen sollte.

### Wechsel der Trägerschaft und Verlust der Akkreditierung
Mit dem Wechsel von der direkten Trägerschaft der Deutschen Telekom zur HfTL Trägergesellschaft mbH, einer Tochtergesellschaft der Telekom, zum 1. November 2013 wurde trotz der unbefristet gültigen staatlichen Anerkennung ein Verfahren zur institutionellen Reakkreditierung notwendig.
Im Jahr 2016 hat die Leipziger Vicus Group AG den Campus der HfTL von der Telekom erworben und im Jahr 2017 an das Land Sachsen weiterverkauft.
Im Jahr 2018 sprach sich der Wissenschaftsrat gegen eine Reakkreditierung der Hochschule aus. Der Wissenschaftsrat kritisierte in seiner Entscheidung die fehlende akademische Eigenständigkeit gegenüber ihrer Betreiberin, der Deutschen Telekom.
Wesentliche Entscheidungen, die die akademischen Angelegenheiten der HfTL betreffen, würden außerhalb der Hochschule getroffen. Dazu gehörte unter anderem die Festlegung der Studierendenzahlen in den verschiedenen Studienformaten, was zu einer dauerhaften Überlastung des Lehrpersonals führte. In der Mehrheit der angebotenen Kombinationen aus Studiengang und Studienformat erreichte die HfTL nicht den erforderlichen Anteil von mindestens 50 Prozent hauptberuflicher professoraler Lehre. Trotz erheblicher Mehrbelastung des Lehrpersonals blieb die Forschungsleistung hinter den Erwartungen einer Hochschule mit Masterangeboten zurück. Weiterer Kritikpunkt waren die unzureichenden Rahmenbedingungen für Forschungsleistungen.
Insgesamt kam der Wissenschaftsrat zu dem Schluss, dass die HfTL den wissenschaftlichen Maßstäben einer Hochschule nicht entsprach.
Im Jahr 2018 waren rund 1.600 Studierende an der Hochschule immatrikuliert. In den Jahrzehnten davor waren es ungefähr 500.

### Stiftungsfakultät an der Hochschule für Technik, Wirtschaft und Kultur Leipzig
Bereits im April 2017 fand ein Gespräch zwischen dem damaligen Ministerpräsident Stanislaw Tillich und Timotheus Höttges, Vorstandsvorsitzender der Deutschen Telekom AG, über die Einrichtung einer Stiftungsfakultät statt.
Im Januar 2018 wurde bekannt, dass die Deutsche Telekom mit dem Land Sachsen, als Alternative zur letzten konzerneigenen Hochschule, über die Schaffung einer Stiftungsfakultät in der benachbarten Hochschule für Technik, Wirtschaft und Kultur Leipzig (HTWK) verhandelt. Für die im ersten Halbjahr 2018 zu gründende Stiftungsfakultät, würde die Deutsche Telekom die Kosten für die Stiftungsprofessuren und die Kosten für sämtliche Ressourcen auf Vollkostenbasis übernehmen. Für den Konzern halbiert sich der finanzielle Aufwand von bisher zehn Millionen Euro für die HfTL auf jährlich fünf Millionen Euro für die Stiftungsfakultät. Der dafür notwendige Vertrag wurde im November 2018 von allen Parteien unterschrieben. Die Fakultät wird nur noch 500 Studierende umfassen und auf das bisherige Profil der Wirtschaftsinformatik verzichten.
Die Stiftungsfakultät „Digitale Transformation“ hat seit 2020 ihren Sitz im ehemaligen Telekom-Tagungshotel in der Zschocherschen Str. 69 in Leipzig-Plagwitz. Die Finanzierung der Stiftungsfakultät durch die Deutsche Telekom AG ist gemäß Anlage 2 zum MoU bis zum Jahr 2031 vertraglich gesichert. Spätestens zu Beginn des Jahres 2026 sollen Verhandlungen über die Fortsetzung der Zusammenarbeit aufgenommen werden.

### Schließung
Unabhängig von der Schaffung dieser Stiftungsfakultät, beabsichtigte die Deutsche Telekom ab 2020 keinen eigenen Hochschulbetrieb mehr anzubieten. Noch im selben Monat betonte der sächsische Ministerpräsident, dass das Fortbestehen der HfTL bis über 2020 hinaus finanziell gesichert sei. Um jedoch dem Rechtsanspruch der verbleibenden Studenten gerecht zu werden, wurde im Mai 2019 die staatliche Anerkennung letztmals bis zum 31. Dezember 2022 verlängert.  Zum 1. September 2019 erfolgte die Rückübertragung der Trägerschaft der Hochschule von der HfTL Trägergesellschaft mbH auf die Deutsche Telekom AG. Die Abwicklung noch bestehender Verpflichtungen erfolgt seit dem 1. Januar 2023 über eine Abteilung der Deutschen Telekom.
Der Campus wurde nach der Schließung der HfTL von der Hochschule für Technik, Wirtschaft und Kultur übernommen.

## Studienangebot
Bis zum Auslaufen der staatlichen Akkreditierung am 31. Dezember 2022 konnten Studenten ihr Studium in den nachfolgend aufgelisteten Studiengängen beenden.
Direkt studiert werden konnte:
- Informations- und Kommunikationstechnik (6 Semester, B.Eng.)
- Telekommunikationsinformatik[22] (6 Semester, B.Eng.)
- Wirtschaftsinformatik (6 Semester, B.Sc.)
- Informations- und Kommunikationstechnik (4 Semester, M. Eng.)

Darüber hinaus wurden folgende duale Studiengänge angeboten:
- Kommunikations- und Medieninformatik (6 Semester plus 3 Monate, B.Eng.)
- Wirtschaftsinformatik (6 Semester plus 3 Monate, B.Sc.)
- Wirtschaftsinformatik (5 Semester plus 2 Monate, M.Sc.)
- Angewandte Informatik (6 Semester plus 3 Monate, B.Sc.)

Als berufsbegleitende Studiengänge gab es an der HfTL:
- Informations- und Kommunikationstechnik (9 Semester, B.Eng.)
- Telekommunikationsinformatik (9 Semester, B.Eng.)
- Wirtschaftsinformatik (9 Semester, B.Sc.)
- Wirtschaftsinformatik (5 Semester plus 2 Monate, M.Sc.)
- Informations- und Kommunikationstechnik (5 Semester plus 2 Monate, M.Eng.)

Die Immatrikulation für alle Studiengänge erfolgte zum Wintersemester.

## Rektoren
- Horst Mehlhorn (1953–1958)
- Werner Rauschenbach (1958–1965)
- Heinz Thieme (1966–1975)
- Gerhard Schmidt (1976–1980)
- Rolf Ludwig (1981–1990)
- Uwe Rabenhorst (1990–1997)
- Volkmar Brückner (1998–2007)
- Michael Meßollen (2007–2010)
- Volker Saupe (2010–2014, von 2014 bis 2018 kommissarisch)
- Christiane Springer (2018–2022)[25]

## Campus
Der Campus der HfTL befindet sich im südlichen Leipziger Stadtteil Connewitz. Auf dem Campus befinden sich die Hörsäle, Seminarräume und die Labore sowie ein Campus-Bistro. Außerdem gab es bis 2010 den studentisch kulturellen FHL-Club Leipzig e.V. und später bis 2020 den HfTL-Studentenclub „Stecker“, in dessen ehemaligen Räumlichkeiten nach dem Übergang der Hochschulgebäude an die HTWK ein neuer Club namens „Eichamt E14“ (nach seiner Adresse in der Eichendorffstraße 14) beheimatet ist.

## Kind und Karriere
Seit September 2011 stehen ein Kindergarten und eine Krippe, die speziell an die Bedürfnisse der Studierenden angepasst waren, in der Nähe der Hochschule zur Verfügung. Dazu wurden Kooperationsverträge mit der Leipziger Kindervereinigung geschlossen. Das pädagogische Konzept der Einrichtung war mathematisch-technisch ausgerichtet.

## Kultur
In der HfTL fanden regelmäßig wechselnde Ausstellungen statt. Ziel war es, so Künstlern eine Plattform zu geben und Verknüpfungen zwischen Kunst und Wissenschaft herzustellen.

## Sport und Wellness
Die HfTL war Mitglied im Allgemeinen Deutschen Hochschulsportverband (ADH). Das gibt den Studierenden die Möglichkeit, auf Landesebene an den Deutschen Hochschulmeisterschaften teilzunehmen. Die HfTL bietet als Sportarten Fußball, Volleyball, Klettern und Badminton an. Darüber hinaus können die Studierenden diverse Sportangebote der benachbarten Hochschule für Technik, Wirtschaft und Kultur mitnutzen, darunter Aikido und Baseball.

## Campusleben
Während der letzten Jahre unterzog sich das Campusleben einigen Veränderungen. So werden Veranstaltungen seltener von der Hochschule aus organisiert als viel mehr von den Studenten selbst. Veranstaltungen und Betreuung der Studenten wurden über den Studentenrat der HfTL sowie über den hochschuleigenen Studentenclub Stecker durchgeführt. Letzterer wurde von aktiven und ehemaligen Studenten der HfTL sowie vereinzelt auch anderer Hochschulen betrieben. Die Räumlichkeiten dieses Clubs waren zugleich der Geburtsort des FHL Verlags. So wurde in Kooperation mit dem Hochschulsportzentrum der benachbarten HTWK der gesamte Hochschulsport vom Studentenrat der HfTL betreut. Auch hat sich dieser für eine Wiedereröffnung des aus Kostengründen geschlossenen Fitnessraums eingesetzt.
Neben den üblichen Tätigkeiten einer Studentenvertretung werden zusätzlich Fachvorträge organisiert und diese vereinzelt online bereitgestellt. In Kooperation mit dem Stecker organisiert der StuRa regelmäßig Vergnügungsveranstaltungen für die Direkt-, Dual- und Berufsbegleitenden Studenten, damit diese nicht nur etwas Abwechslung von Arbeit und Studium haben, sondern gegenseitig von ihren Eindrücken der unterschiedlichsten Einsatzbetriebe berichten können und somit konzernweit Kontakte knüpfen können.

## Ehemalige Schwestereinrichtungen
Die Fachhochschule besaß bis in die 1990er Jahre Schwester-Hochschulen (Ingenieur- bzw. später Fachhochschulen der Deutschen Bundespost) in Dieburg (Fachhochschule Dieburg) und Berlin-Tempelhof, die beide bereits vor der Leipziger Einrichtung als Fachhochschulen existierten. Sie wurden nach der Privatisierung der Telekom aufgegeben und in andere (staatliche) Fachhochschulen eingegliedert. So wurde 1996 die Fachhochschule der Deutschen Telekom in Berlin-Tempelhof in die Hochschule für Technik und Wirtschaft Berlin samt allen Laboreinrichtungen und Professorenschaft integriert. Um das Jahr 2005 herum gab es erneut die Idee, eine Fachhochschule der Telekom in eine öffentliche Hochschule einzugliedern. Dies wurde jedoch nicht umgesetzt und die HfTL blieb somit unter Trägerschaft der Telekom.